# Élber Giovane
Élber Giovane de Souza, simplu Élber (născut 23 iulie 1972 în Londrina, Paraná) este un fost jucător brazilian de fotbal, care a jucat pe postul de atacant.

## Palmares

### Club
- Grasshoppers:
  - Cupa Elveției: 1993–94

- Stuttgart:
  - Cupa Germaniei: 1996–97

- Bayern München:
  - Campionatul Germaniei: 1998–99, 1999–2000, 2000–01, 2002–03
  - Cupa Germaniei: 1997–98, 1999–2000, 2002–03; Locul doi 1998–99
  - Cupa Ligii: 1997, 1998, 1999, 2000
  - UEFA Champions League: 2000–01; Locul doi 1998–99
  - Cupa Intercontinentală: 2001

- Lyon:
  - Campionatul Franței: 2003–04, 2004–05
  - Supercupa Franței: 2004

- Cruzeiro
  - Minas Gerais League: 2006

### Individual
- Campionatul Germaniei: Cel mai bun marcator 2002–03 (împreună cu Thomas Christiansen)
- Campionatul Elveției: Cel mai bun marcator 1993–94